# Pallars Sobirà
Le Pallars Sobirà est une comarque de Catalogne dans la province de Lérida. C'est une zone de haute montagne située au cœur de la chaîne des Pyrénées, entre le Val d'Aran (au nord-ouest) et Andorre (au nord-est).

## Géographie
Cette comarque fait partie de Alt Pirineu i Aran, et elle s'étend, dans la région des Encantats, du nord au sud, du congost de Collegats au village d'Alós d'Isil, en suivant le cours de la rivière La Noguera Pallaresa. 
C'est la quatrième région de Catalogne par la superficie mais elle possède une des densités les plus basses du pays, avec seulement 4 habitants au kilomètre carré. Elle compte au total quelque 6 000 habitants.
On trouve dans la région le plus grand lac des Pyrénées, celui de Certascan, et le sommet le plus haut de Catalogne, la Pica d'Estats (3 143 m). Le pic du Canigou, dans le département des Pyrénées-Orientales, culmine lui à 2 784 m d'altitude.

## Communes
- Alins 248 h
- Lladorre 224 h
- Alt Àneu 454 h
- Llavorsí 334 h
- Baix Pallars 380 h
- Rialp 631 h
- Espot 374 h
- Soriguera 336 h
- Esterri d'Àneu 773 h
- Sort 2113 h
- Esterri de Cardós 70 h
- Tirvia 124 h
- Farrera 105 h
- Vall de Cardós 363 h
- La Guingueta d'Àneu 354 h

## Carte
| Anoia Bages Segarra Solsonès Conca de · Barberà Moianès Osona Berguedà Basse · Cerdagne Alt · Urgell Pallars · Sobirà Val d'Aran Alta · Ribagorça Pallars · Jussà Noguera Urgell Pla · d'Urgell Segrià Garrigues Alt · Penedès Baix · Llobregat Barcelonès Vallès · Occidental Maresme Vallès · Oriental Ripollès Garrotxa Alt Empordà Pla de · l'Estany Gironès Selva Baix · Empordà Garraf Baix · Penedès Tarragonès Alt · Camp Baix · Camp Priorat Ribera · d'Ebre Terra · Alta Baix Ebre MontsiàFrance Pyrénées-Orientales Ariège Haute · Garonne Andorre Aragon Communauté valencienneMer Méditerranée |

## Protection environnementale

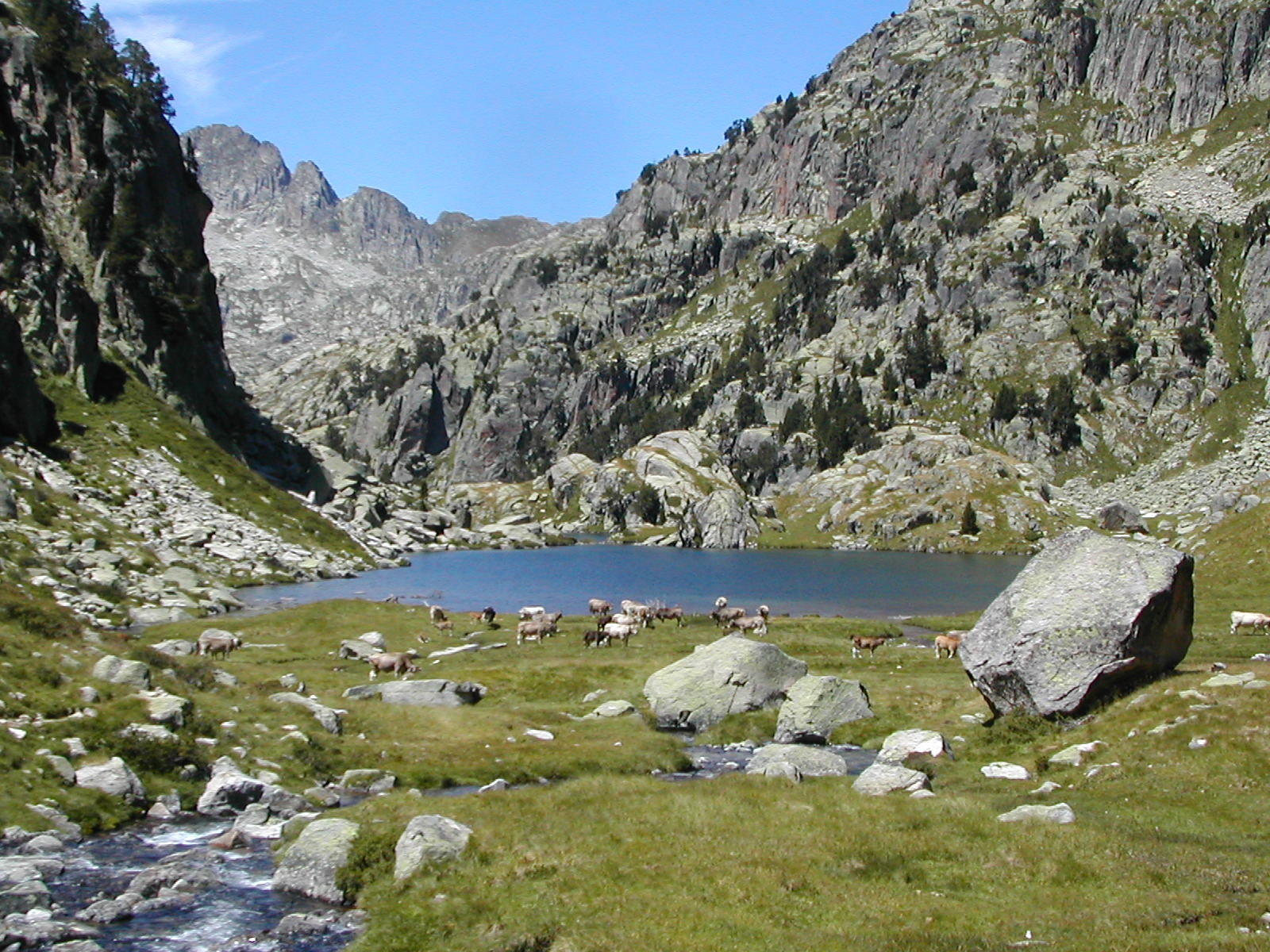
Parc national d'Aigües Tortes et Lac de Sant Maurici en Catalogne.

La majeure partie du Pallars est protégée. Il y a diverses zones PLEIN (Pla d'Espais d'Interès Natural de Catalunya - Plan d'Espaces d'Intérêt Naturel de Catalogne): le Parc national d'Aigüestortes et lac Saint-Maurice, le Parc naturel de l'Alto Pirineo, la Réserve naturelle partielle de la Noguera Pallaresa - Collegats (Montsec, Noguera Pallaresa), de larges espaces du réseau Natura 2000, la Réserve naturelle de chasse du Boumort.
La zone Natura 2000 de Alt Pallars d'une superficie de 77 183.20 hectares est classée :
- En zone spéciale de conservation (en référence à la Directive habitats) depuis 2013.
- En zone de protection spéciale (en référence à la Directive oiseaux) depuis 2001.

Elle s'étend sur une partie de la comarque de Pallars Sobirà.

## Histoire
On sait que le Pallars a été peuplé dès la préhistoire, d'où nous sont parvenus de nombreux témoignages sous forme de monuments mégalithiques.
Il semblait que la présence romaine n'avait pas été très importante, à la différence du Val d'Aran, mais de récentes fouilles archéologiques commencent à indiquer le contraire.
À l'époque médiévale et à partir de la décomposition du monde romain, les ressources naturelles ont été exploitées par les communautés montagnardes.
Lors des invasions musulmanes, le territoire a été soumis à des tributs et autres impôts territoriaux.
Après la conquête et la domination des comtes de Toulouse, débute la maison comtale de Pallars, qui aura la plus grande longévité de tous les comtés catalans. Elle se terminera en 1487 avec la chute du château de València d'Àneu et la fin de la domination de Hug Roger III.
La crise générale de l'ordre féodal se poursuit à l'âge moderne dans la transformation du comté du Pallars en un marquisat aux mains de la maison des Cardona. Ce marquisat cohabitera avec diverses seigneuries, formant ensemble la partie d'une structure supérieure, royale, appelée la sotsvegueria de Pallars qui, au XVIIIe siècle, se convertira en un co-régime, celui de Talarn.
De la fin du XVIIIe siècle et jusqu'en 1860, la population s'accroît jusqu'à atteindre son apogée démographique en 1860 avec 20 348 habitants.
À partir de 1870 et jusqu'en 1910, la région vit une crise de l'économie de subsistance, qui avait jusqu'alors prévalu et entame un déclin démographique et économique à cause du désamortissement civil de Madoz, du mauvais climat et de l'arrivée du phylloxéra, entre autres facteurs.
Une convention signée en 1904 entre la France et l'Espagne prévoyait la construction d'une liaison ferroviaire entre Saint-Girons (Ariège) et Sort, franchissant la frontière par un tunnel sous le port de Salau. Ce projet est ensuite abandonné et quelquefois réactivé sur une hypothèse routière.
De 1910 à 1960, et grâce à l'implantation de centrales hydroélectriques, commence un processus de modernisation de la société traditionnelle, interrompu par la guerre civile et l'après-guerre.
De 1960 à 1980, la région souffre d'une seconde crise provoquée par la mécanisation agricole et l'industrialisation des villes, provoquant dans le Pallars un nouveau déclin démographique, à tel point qu'il perdra la moitié de sa population (5247 habitants).